# Ивон Картије
Ивон Картије (Окланд, Нови Зеланд, 27. фебруар 1928 — Париз, Француска, 11. мај 2014) балетска је плесачица, инструктор и пантомимичарка. Њена уметничка биографија поклапа се са препородом позоришног плеса у Енглеској после Другог светског рата.

## Балетска каријера
Рођена је у предграђу Окланда Санкт-Heliers  27. фебруара 1928. године. Картије је почела да плеше на сцени са четири године. Касније, учећи балет са Валери Валеском и Бетином Едвардс, под утиском Борованског балета. којег је гледала на њиховој турнеји, одлучила је да плес буде њено занимање и каријера. По узору на студента Бетине Едвардс, Ровену Џексон, 1946. године, одселила ее у Енглеску на студије у Ројал балетску школу, радећи са Винифред Едвардс, Џорџом Гончаровим, Вером Волковом и Одри де Вос.
У Лондону се придружила Сент Џејмс Балету, који је водио Алан Картер. Са Мишел де Лутри (балетмастер пројекта), његовом супругом Домини Калахан, и Соњом Хана, учествовала је у једном од најранијих телевизијских програма Би-би-сија Балет за почетнике. Када је трупа „Балета за почетнике” пошло на турнеју, њему су се придружио Кен Расел (касније режисер), који је плесао Копелиуса у делу Ивон Картије Swanhilda.
Она се затим прихватила чудних ангажмана у ревијалном позоришту у Лондону, као што је био „Тартар сос” са Одри Хепберн. Док је плесала у кабареу, упознала је Ларису Арлен, балетску љубавницу, супругу генералног директора Садлерс Велс опере.
Лариса Арлен подстакла је Картије на поновну аудицију за Садлер Велс позориште балета, коме се она придружила, и тамо креирали балете за Џон Кранко, Андре Хауард, Валтер Гор и Нинет де Валоа. На захтев Нинет де Валоа, онда се она прикључила главној трупи у Ковент Гардену. Тамо је, такође, плесала све класике.

## Инструктор плеса и мимике
После озбиљне повреде скочног зглоба, неоперабилном у то време, Картије је напустила Енглеску и отишла у Француску 1957. и радила 20 година као пантомимичарка са славним трупама Жака Лекока и Марсеј Марсо, као кореограф и техничар покрета позоришних трупа. У школи Чарлс Дулин, учила изразе лица и покрета, а затим је наступала као асистент Михаила Какојаниса у Ле Тројен у Народном позоришту, коју је она продуцирала за Фестивал Авињон. Такође, помогла Џорџу Вилсону за његове поставке Грандер и Декаденс де ла Вил де Махагони.
Након тога, вратила се на класичан плес, предајући у неколико Париских Конзерваторијума, посебно Надија Буланже конзерваторијуму. Картије је обучавала неколико истакнутих уметника на високом нивоу, укључујући и Мјуријел Валтат и Бетину Марколин. Била је саветник у Берил Моринином ауторитативном Пантомимичном балету (2000). Картије је била фото-модел за Гордон Антонија у Фелисити Греј балету за почетнике (1952), с тим да је наставила да подучава у Паризу све до смрти, 11. маја 2014. године.